# Offside (filme)
Offside é um filme iraniano de 2006 dirigido por Jafar Panahi. O filme é sobre um grupo de meninas que tentam assistir a uma partida das eliminatórias da Copa do Mundo, mas são proibidas por lei devido ao seu gênero. As torcedoras não têm permissão para entrar em estádios de futebol no Irã, alegando que haverá alto risco de violência ou abuso verbal contra elas. O filme foi inspirado pela filha do diretor, que decidiu assistir a um jogo de qualquer maneira. O filme foi filmado no Irã, mas sua exibição é proibida lá.

## Enredo
A maioria dos personagens do filme não tem nome.
Uma menina se disfarça de menino para ir assistir à partida das eliminatórias da Copa do Mundo de 2006 entre Irã e Bahrein. Ela viaja de ônibus com um grupo de fãs do sexo masculino, alguns dos quais notam seu gênero, mas não contam a ninguém. Ao chegar ao Estádio Azadi, ela convence um relutante cambista a lhe vender um ingresso; ele só concorda em fazê-lo por um preço inflacionado. A menina tenta passar pela segurança, mas é vista e presa. Ela é colocada em uma cela de detenção no telhado do estádio com várias outras mulheres que também foram pegas; a cela está frustrantemente perto de uma janela para a partida, mas as mulheres estão no ângulo errado para vê-la.
As mulheres são guardadas por vários soldados, todos apenas cumprindo o serviço militar; um em particular é um menino iraniano-azeri de Tabriz que só quer voltar para sua fazenda. Os soldados estão entediados e não se importam muito se as mulheres devem ou não assistir a jogos de futebol; no entanto, eles as guardam cuidadosamente por medo de seu "chefe", que pode aparecer a qualquer momento. Ocasionalmente, eles comentam a partida para as mulheres.
Uma das meninas mais novas precisa ir ao banheiro, mas é claro que não há banheiro feminino no estádio. Um soldado é designado para acompanhá-la até o banheiro masculino, o que ele faz por meio de um processo cada vez mais ridículo: primeiro disfarçando seu rosto com um pôster de um astro do futebol, depois expulsando vários homens furiosos do banheiro e impedindo a entrada de mais pessoas. Em meio ao caos, a menina escapa para o estádio, embora retorne ao cercado logo depois, preocupada com a possibilidade de o soldado de Tabriz se meter em encrenca.
No meio do segundo tempo do jogo, as mulheres são colocadas em um ônibus, junto com um garoto preso por carregar fogos de artifício, e os soldados são ordenados a levá-los ao quartel-general do Vice Squad. Enquanto o ônibus viaja por Teerã, o soldado de Tabriz toca o comentário de rádio sobre a partida quando ela termina. O Irã derrota o Bahrein por 1 a 0 com um gol de Mohammad Nosrati logo após o intervalo e comemorações selvagens explodem dentro do ônibus enquanto as mulheres e os soldados comemoram e cantam de alegria. A garota cuja história deu início ao filme é a única que não está feliz. Quando perguntada por que, ela explica que não está realmente interessada em futebol; ela queria assistir à partida porque um amigo dela foi uma das sete pessoas mortas em uma briga durante a recente partida Irã-Japão, e ela queria ver a partida em sua memória.
A cidade de Teerã explode em festa, e o ônibus fica preso em um engarrafamento enquanto uma festa de rua espontânea começa. Pegando emprestado sete estrelinhas do menino com os fogos de artifício, as mulheres e os soldados descem do ônibus e se juntam à festa, segurando as estrelinhas acima deles.
O filme foi filmado em um estádio real durante uma partida de qualificação para a seleção iraniana. Panahi teve dois resultados distintos para o filme, dependendo do público da partida.

## Elenco
- Sima Mobarak-Shahi como torcedora de futebol[5]
- Shayesteh Irani como torcedora de futebol[5]
- Ayda Sadeqi como torcedora de futebol
- Golnaz Farmani como torcedora de futebol
- Mahnaz Zabihi como soldada
- Nazanin Sediqzadeh como garota jovem[5]
- Hadi Saeedi como soldada
- Mohsen Tanabandeh como vendedor de ingressos[5]

## Recepção

### Resposta crítica
O filme recebeu críticas muito positivas dos críticos. Offside tem uma taxa de aprovação de 94% no site agregador de críticas Rotten Tomatoes, com base em 85 avaliações, e uma classificação média de 8/10. O consenso crítico do site afirma: "Um filme espirituoso que explora a política de gênero com comédia, inteligência e uma variedade de personagens interessantes". O Metacritic atribuiu ao filme uma pontuação média ponderada de 85 em 100, com base em 25 críticos, indicando "aclamação universal".

### Dez melhores listas
O filme apareceu em várias listas dos dez melhores filmes de 2007, feitas por vários críticos.
- 1º – Ed Gonzalez, Slant Magazine[9]
- 3º – Noel Murray, The A.V. Club[10]
- 6º – J. Hoberman, The Village Voice[11]
- 9º – Peter Rainer, The Christian Science Monitor[12]
- 9º – Tasha Robinson, The A.V. Club[13]
- 9º – Rosa Escandon, Forbes[14]

### Prêmios
O filme ganhou o Urso de Prata no Festival Internacional de Cinema de Berlim em 2006, e esteve na seleção oficial dos Festivais Internacionais de Cinema de Nova York e Toronto de 2006.